# Nhóm nguyên tố 12
Nhóm nguyên tố 12 là nhóm gồm 4 nguyên tố kẽm (Zn), cadmi (Cd), thủy ngân (Hg) và copenici (Cn) trong bảng tuần hoàn, Hg và Cn ở thể lỏng trong điều kiện bình thường. Nhóm này còn có tên gọi khác là nhóm kẽm.
Ba nhóm nguyên tố 12 xuất hiện trong tự nhiên là kẽm, cadmium và thủy ngân. Chúng được sử dụng rộng rãi trong các ứng dụng điện và điện tử, cũng như trong các hợp kim khác nhau. Hai thành viên đầu tiên của nhóm chia sẻ các tính chất tương tự vì chúng là các kim loại rắn trong điều kiện tiêu chuẩn. Thủy ngân là kim loại duy nhất là chất lỏng ở nhiệt độ phòng. Trong khi kẽm là nguyên tố rất quan trọng trong sinh hóa của sinh vật sống, cadmium và thủy ngân đều có độc tính cao. Vì copernici không xuất hiện trong tự nhiên, nên nó phải được tổng hợp trong phòng thí nghiệm.